# Eriocaulon dimorphoelytrum
Eriocaulon dimorphoelytrum là một loài thực vật có hoa trong họ Cỏ dùi trống. Loài này được T.Koyama mô tả khoa học đầu tiên năm 1956.